# Spitalfields
Spitalfields er et tidligere sogn i boroughs af Tower Hamlets, dels i det centrale London og dels i East End i London, tæt på Liverpool Street Station og Brick Lane. Liberty of Norton Folgate og den nærliggende Liberty of the Old Artillery Ground blev sammenlagt til Spitalfields i 1921.
I Fournier Street ligger en række byhuse, der er blandt de bedst bevarede i tidlig georgiansk stil i Storbritannien.

## Toponymi
Navnet  Spitalfields forekommer i formen Spittellond i 1399; som The spitel Fyeld på "Træsnit kort over London" c.1561; og som  Spyttlefeildes, også i 1561. Landet tilhørte St Mary Spital, et munkekloster eller hospital opført på den østlige side af Bishopsgate i 1197, og navnet menes at stamme fra dette. Et alternativ og muligvis tidligere, navnet på området var  Lolsworth.